# Финтиніца (Румунія)
Финтиніца (рум. Fântânița) — село у повіті Бистриця-Несеуд в Румунії. Входить до складу комуни Мічештій-де-Кимпіє.
Село розташоване на відстані 299 км на північний захід від Бухареста, 35 км на південь від Бистриці, 56 км на схід від Клуж-Напоки.

## Населення
За даними перепису населення 2002 року у селі проживали 443 особи.
Національний склад населення села:
| Національність | Кількість осіб | Відсоток |
| -------------- | -------------- | -------- |
| угорці         | 290            | 65,5%    |
| румуни         | 153            | 34,5%    |

Рідною мовою назвали:
| Мова      | Кількість осіб | Відсоток |
| --------- | -------------- | -------- |
| угорська  | 289            | 65,2%    |
| румунська | 154            | 34,8%    |